# Neuvième circonscription des Bouches-du-Rhône
La neuvième circonscription des Bouches-du-Rhône est une circonscription législative française. Elle est représentée lors de la XVIIe législature par Joëlle Mélin, députée Rassemblement national (RN).

## Description géographique et démographique

### De 1958 à 1986
La neuvième circonscription des Bouches-du-Rhône était composée de :
- Canton d'Aix-en-Provence-Nord
- Canton d'Aix-en-Provence-Sud
- Canton d'Eyguières
- Canton de Lambesc
- Canton d'Orgon
- Canton de Peyrolles-en-Provence
- Canton de Trets

### De 1988 à 2010
La neuvième circonscription des Bouches-du-Rhône était composée de :
- Canton d'Aubagne
- Canton de la Ciotat

### Depuis 2010
La neuvième circonscription des Bouches-du-Rhône est située sur le littoral méditerranéen, et s'étire entre la ville de Marseille et le département du Var.
Centrée sur la ville d'Aubagne, elle regroupe les cantons suivant :
- Canton d'Aubagne-Est
- Canton d'Aubagne-Ouest
- Canton de la Ciotat

| Nom                   | Code Insee | Intercommunalité                   | Superficie (km2) | Population (dernière pop. légale) | Densité (hab./km2) |
| --------------------- | ---------- | ---------------------------------- | ---------------- | --------------------------------- | ------------------ |
| Aubagne               | 13005      | Métropole d'Aix-Marseille-Provence | 54,9             | 47 724 (2022)                     | 869                |
| Carnoux-en-Provence   | 13119      | Métropole d'Aix-Marseille-Provence | 3,45             | 6 872 (2022)                      | 1 992              |
| Cassis                | 13022      | Métropole d'Aix-Marseille-Provence | 26,87            | 6 706 (2022)                      | 250                |
| Ceyreste              | 13023      | Métropole d'Aix-Marseille-Provence | 22,61            | 4 847 (2022)                      | 214                |
| Cuges-les-Pins        | 13030      | Métropole d'Aix-Marseille-Provence | 38,81            | 5 949 (2022)                      | 153                |
| Gémenos               | 13042      | Métropole d'Aix-Marseille-Provence | 32,75            | 6 678 (2022)                      | 204                |
| La Ciotat             | 13028      | Métropole d'Aix-Marseille-Provence | 31,46            | 37 599 (2022)                     | 1 195              |
| La Penne-sur-Huveaune | 13070      | Métropole d'Aix-Marseille-Provence | 3,56             | 6 618 (2022)                      | 1 859              |
| Roquefort-la-Bédoule  | 13085      | Métropole d'Aix-Marseille-Provence | 31,15            | 5 784 (2022)                      | 186                |

La population légale au sein de cette circonscription en 2022 est de 128 777 habitants.

## Historique des résultats
| Législature | Début de mandat | Fin de mandat  | Député                                          | Parti politique | Observations |
| ----------- | --------------- | -------------- | ----------------------------------------------- | --------------- | --- |
| Ire         | 9 décembre 1958 | 9 octobre 1962 | René Hostache                                   | UNR             | Mandat écourté à la suite d'une dissolution parlementaire décidée par Charles de Gaulle. |
| IIe         | 6 décembre 1962 | 2 avril 1967   | Louis Philibert                                 | SFIO            | |
| IIIe        | 3 avril 1967    | 30 mai 1968    | Louis Philibert                                 | FGDS            | Mandat écourté à la suite d'une dissolution parlementaire décidée par Charles de Gaulle. |
| IVe         | 11 juillet 1968 | 1er avril 1973 | Louis Philibert                                 | FGDS            | |
| Ve          | 2 avril 1973    | 2 avril 1978   | Louis Philibert                                 | PS              | |
| VIe         | 3 avril 1978    | 22 mai 1981    | Louis Philibert                                 | PS              | Mandat écourté à la suite d'une dissolution parlementaire décidée par François Mitterrand. |
| VIIe        | 2 juillet 1981  | 1er avril 1986 | Louis Philibert                                 | PS              | |
| VIIIe       | 2 avril 1986    | 14 mai 1988    | Aucun                                           | Aucun           | Proportionnelle par département, pas de député par circonscription. Mandat écourté à la suite d'une dissolution parlementaire décidée par François Mitterrand.                                                                                                |
| IXe         | 23 juin 1988    | 1er avril 1993 | Jean Tardito                                    | PCF             | |
| Xe          | 2 avril 1993    | 21 avril 1997  | Jean Tardito                                    | PCF             | Mandat écourté à la suite d'une dissolution parlementaire décidée par Jacques Chirac. |
| XIe         | 12 juin 1997    | 18 juin 2002   | Jean Tardito Alain Belviso Bernard Deflesselles | PCF UMP         | Démissionne le 16 juillet 1998. Alain Belviso, adjoint PCF au maire d'Aubagne est élu le 27 septembre 1998. Cette élection est annulée le 3 février 1999 par le conseil constitutionnel pour fraude électorale. Bernard Deflesselles est élu le 29 mars 1999. |
| XIIe        | 19 juin 2002    | 19 juin 2007   | Bernard Deflesselles                            | UMP             | |
| XIIIe       | 20 juin 2007    | 19 juin 2012   | Bernard Deflesselles                            | UMP             | |
| XIVe        | 20 juin 2012    | 20 juin 2017   | Bernard Deflesselles                            | UMP             | |
| XVe         | 21 juin 2017    | 21 juin 2022   | Bernard Deflesselles                            | LR              | |
| XVIe        | 22 juin 2022    | 9 juin 2024    | Joëlle Mélin                                    | RN              | Mandat écourté à la suite d'une dissolution parlementaire décidée par Emmanuel Macron. |

## Historique des élections

### Élections de 1958
| Candidat       | Candidat          | Parti          | Premier tour | Premier tour | Second tour | Second tour |  |
| Candidat       | Candidat          | Parti          | Voix         | %            | Voix        | %           |  |
| -------------- | ----------------- | -------------- | ------------ | ------------ | ----------- | ----------- |  |
|                | René Hostache élu | UNR            | 12 031       | 25,57        | 25 276      | 52,87       |  |
|                | Maximin Juvénal   | SFIO           | 10 681       | 22,7         | 13 052      | 27,3        |  |
|                | Pascal Fieschi    | PCF            | 9 082        | 19,3         | 9 478       | 19,83       |  |
|                | Henry Mouret      | CNIP           | 8 981        | 19,09        | Retrait     | Retrait     |  |
|                | Léon Martinaud    | Radcent        | 6 281        | 13,35        | Retrait     | Retrait     |  |
|                |                   |                |              |              |             |             |  |
| Inscrits       | Inscrits          | Inscrits       | 61 865       | 100,00       | 61 927      | 100,00      |  |
| Abstentions    | Abstentions       | Abstentions    | 13 696       | 22,14        | 13 238      | 21,38       |  |
| Votants        | Votants           | Votants        | 48 169       | 77,86        | 48 689      | 78,62       |  |
| Blancs et nuls | Blancs et nuls    | Blancs et nuls | 1 113        | 2,31         | 883         | 1,81        |  |
| Exprimés       | Exprimés          | Exprimés       | 47 056       | 97,69        | 47 806      | 98,19       |  |

Le suppléant de René Hostache était le Docteur Jean-Claude Vidal, ancien résistant.

### Élections de 1962
| Candidat       | Candidat              | Parti          | Premier tour | Premier tour | Second tour | Second tour |  |
| Candidat       | Candidat              | Parti          | Voix         | %            | Voix        | %           |  |
| -------------- | --------------------- | -------------- | ------------ | ------------ | ----------- | ----------- |  |
|                | René Hostache sortant | UNR-UDT        | 13 204       | 28,29        | 18 107      | 36,55       |  |
|                | Louis Philibert élu   | SFIO           | 12 247       | 26,24        | 25 411      | 51,29       |  |
|                | Pascal Fieschi        | PCF            | 9 368        | 20,07        | Retrait     | Retrait     |  |
|                | Gisèle Vidal          | Extrême droite | 6 769        | 14,5         | 6 021       | 12,15       |  |
|                | Paul Ferréol          | Modérés        | 5 090        | 10,9         | Retrait     | Retrait     |  |
|                |                       |                |              |              |             |             |  |
| Inscrits       | Inscrits              | Inscrits       | 69 257       | 100,00       | 69 253      | 100,00      |  |
| Abstentions    | Abstentions           | Abstentions    | 21 496       | 31,04        | 18 510      | 26,73       |  |
| Votants        | Votants               | Votants        | 47 761       | 68,96        | 50 743      | 73,27       |  |
| Blancs et nuls | Blancs et nuls        | Blancs et nuls | 1 083        | 2,27         | 1 204       | 2,37        |  |
| Exprimés       | Exprimés              | Exprimés       | 46 678       | 97,73        | 49 539      | 97,63       |  |

Félix Ciccolini, avocat à la Cour, ancien conseiller municipal d'Aix-en-Provence, était le suppléant de Louis Philibert.

### Élections de 1967
| Candidat       | Candidat                      | Parti          | Premier tour | Premier tour | Second tour | Second tour |  |
| Candidat       | Candidat                      | Parti          | Voix         | %            | Voix        | %           |  |
| -------------- | ----------------------------- | -------------- | ------------ | ------------ | ----------- | ----------- |  |
|                | Louis Philibert sortant réélu | FGDS (SFIO)    | 24 664       | 39,72        | 40 739      | 67,16       |  |
|                | Michel Fabre                  | UD-Ve          | 15 705       | 25,29        | 19 922      | 32,84       |  |
|                | Gilbert Collomb               | PCF            | 11 684       | 18,82        | Retrait     | Retrait     |  |
|                | Gérard Rongeat                | CD (PDM)       | 10 035       | 16,16        | Retrait     | Retrait     |  |
|                |                               |                |              |              |             |             |  |
| Inscrits       | Inscrits                      | Inscrits       | 80 021       | 100,00       | 80 025      | 100,00      |  |
| Abstentions    | Abstentions                   | Abstentions    | 16 606       | 20,75        | 16 882      | 21,1        |  |
| Votants        | Votants                       | Votants        | 63 415       | 79,25        | 63 143      | 78,9        |  |
| Blancs et nuls | Blancs et nuls                | Blancs et nuls | 1 327        | 2,09         | 2 482       | 3,93        |  |
| Exprimés       | Exprimés                      | Exprimés       | 62 088       | 97,91        | 60 661      | 96,07       |  |

Félix Ciccolini, conseiller général du canton d'Aix-en-Provence-Nord-Est, était le suppléant de Louis Philibert.

### Élections de 1968
| Candidat       | Candidat                      | Parti          | Premier tour | Premier tour | Second tour | Second tour |  |
| Candidat       | Candidat                      | Parti          | Voix         | %            | Voix        | %           |  |
| -------------- | ----------------------------- | -------------- | ------------ | ------------ | ----------- | ----------- |  |
|                | René Hostache                 | UDR (URP)      | 17 777       | 28,98        | 28 922      | 46,78       |  |
|                | Louis Philibert sortant réélu | FGDS (SFIO)    | 17 717       | 28,88        | 32 903      | 53,22       |  |
|                | Gilbert Collomb               | PCF            | 10 347       | 16,87        | Retrait     | Retrait     |  |
|                | Pierre Pascal                 | CD (PDM)       | 8 197        | 13,36        | Retrait     | Retrait     |  |
|                | Jean-Maurice Demarquet        | Modérés        | 5 289        | 8,62         |             |             |  |
|                | Michel Lecointe               | PSU            | 2 010        | 3,28         |             |             |  |
|                |                               |                |              |              |             |             |  |
| Inscrits       | Inscrits                      | Inscrits       | 79 882       | 100,00       | 79 858      | 100,00      |  |
| Abstentions    | Abstentions                   | Abstentions    | 17 623       | 22,06        | 16 195      | 20,28       |  |
| Votants        | Votants                       | Votants        | 62 259       | 77,94        | 63 663      | 79,72       |  |
| Blancs et nuls | Blancs et nuls                | Blancs et nuls | 922          | 1,48         | 1 838       | 2,89        |  |
| Exprimés       | Exprimés                      | Exprimés       | 61 337       | 98,52        | 61 825      | 97,11       |  |

Félix Ciccolini était le suppléant de Louis Philibert. Félix Ciccolini est élu sénateur en 1971.

### Élections de 1973
| Candidat       | Candidat                      | Parti          | Premier tour | Premier tour | Second tour | Second tour |  |
| Candidat       | Candidat                      | Parti          | Voix         | %            | Voix        | %           |  |
| -------------- | ----------------------------- | -------------- | ------------ | ------------ | ----------- | ----------- |  |
|                | Louis Philibert sortant réélu | PS             | 26 528       | 37,26        | 41 589      | 56,84       |  |
|                | Laurent Chazal                | CDP (URP)      | 15 267       | 21,44        | 20 583      | 28,13       |  |
|                | Gilbert Collomb               | PCF            | 14 001       | 19,66        | Retrait     | Retrait     |  |
|                | Alain Joissains               | Rad (MR)       | 13 834       | 19,43        | 11 002      | 15,04       |  |
|                | Gérard Perrier                | LCR            | 1 572        | 2,21         |             |             |  |
|                |                               |                |              |              |             |             |  |
| Inscrits       | Inscrits                      | Inscrits       | 91 692       | 100,00       | 91 698      | 100,00      |  |
| Abstentions    | Abstentions                   | Abstentions    | 18 590       | 20,27        | 17 012      | 18,55       |  |
| Votants        | Votants                       | Votants        | 73 102       | 79,73        | 74 686      | 81,45       |  |
| Blancs et nuls | Blancs et nuls                | Blancs et nuls | 1 900        | 2,6          | 1 512       | 2,02        |  |
| Exprimés       | Exprimés                      | Exprimés       | 71 202       | 97,4         | 73 174      | 97,98       |  |

Pierre Gabert, Professeur à l'Université, conseiller municipal d'Aix-en-Provence était le suppléant de Louis Philibert.

### Élections de 1978
| Candidat       | Candidat                      | Parti                | Premier tour | Premier tour | Second tour | Second tour |  |
| Candidat       | Candidat                      | Parti                | Voix         | %            | Voix        | %           |  |
| -------------- | ----------------------------- | -------------------- | ------------ | ------------ | ----------- | ----------- |  |
|                | Louis Philibert sortant réélu | PS                   | 28 042       | 30,06        | 50 239      | 51,92       |  |
|                | Jean Féraud                   | UDF (PR)             | 23 143       | 24,8         | 46 523      | 48,08       |  |
|                | Luc Foulquier                 | PCF                  | 18 184       | 19,49        | Retrait     | Retrait     |  |
|                | Charles de Peretti            | RPR                  | 13 168       | 14,11        |             |             |  |
|                | Ronald Rémy                   | Divers écologiste    | 4 524        | 4,85         |             |             |  |
|                | Jacques Galland               | Divers droite        | 2 466        | 2,64         |             |             |  |
|                | Gérard Kraps                  | PFN                  | 1 661        | 1,78         |             |             |  |
|                | Jacques Sutton                | LO                   | 919          | 0,98         |             |             |  |
|                | Odile Gava                    | Extrême gauche (OCT) | 598          | 0,64         |             |             |  |
|                | Yves Castay                   | UOPDP                | 366          | 0,39         |             |             |  |
|                | Émile Heyer                   | CNIP                 | 231          | 0,25         |             |             |  |
|                |                               |                      |              |              |             |             |  |
| Inscrits       | Inscrits                      | Inscrits             | 115 900      | 100,00       | 115 906     | 100,00      |  |
| Abstentions    | Abstentions                   | Abstentions          | 20 871       | 18,01        | 17 064      | 14,72       |  |
| Votants        | Votants                       | Votants              | 95 029       | 81,99        | 98 842      | 85,28       |  |
| Blancs et nuls | Blancs et nuls                | Blancs et nuls       | 1 727        | 1,82         | 2 080       | 2,1         |  |
| Exprimés       | Exprimés                      | Exprimés             | 93 302       | 98,18        | 96 762      | 97,9        |  |

Pierre Gabert était le suppléant de Louis Philibert.

### Élections de 1981
| Candidat           | Candidat                      | Parti          | Premier tour | Premier tour | Second tour | Second tour |  |
| Candidat           | Candidat                      | Parti          | Voix         | %            | Voix        | %           |  |
| ------------------ | ----------------------------- | -------------- | ------------ | ------------ | ----------- | ----------- |  |
|                    | Louis Philibert sortant réélu | PS             | 37 482       | 42,69        | 55 523      | 58,24       |  |
|                    | Alain Joissains               | UDF (Rad)      | 25 972       | 29,58        | 39 803      | 41,75       |  |
|                    | Luc Foulquier                 | PCF            | 11 094       | 12,63        |             |             |  |
|                    | Yves Destrem                  | RPR (UNM)      | 9 107        | 10,37        |             |             |  |
|                    | Ronald Rémy                   | MÉP            | 2 143        | 2,44         |             |             |  |
|                    | Jacques Galland               | Divers droite  | 1 128        | 1,28         |             |             |  |
|                    | Patrick Cardon                | PSU            | 479          | 0,54         |             |             |  |
|                    | Sonia Boué                    | Divers gauche  | 394          | 0,45         |             |             |  |
|                    |                               |                |              |              |             |             |  |
| Inscrits           | Inscrits                      | Inscrits       | 127 853      | 100,00       | 127 880     | 100,00      |  |
| Abstentions        | Abstentions                   | Abstentions    | 39 043       | 30,54        | 30 539      | 23,88       |  |
| Votants            | Votants                       | Votants        | 88 810       | 69,46        | 97 341      | 76,12       |  |
| Blancs et nuls     | Blancs et nuls                | Blancs et nuls | 1 011        | 1,14         | 2 015       | 2,07        |  |
| Exprimés           | Exprimés                      | Exprimés       | 87 799       | 98,86        | 95 326      | 97,93       |  |
| Source : Data.gouv |                               |                |              |              |             |             |  |

Pierre Gabert était le suppléant de Louis Philibert.
Patrick Cardon se présentait en tant que "candidature homosexuelle".
Sonia Boué, membre de l'association Aix-Écologie, se présentait au nom du Groupement pour une gauche alternative.

### Élections de 1988
| Candidat           | Candidat             | Parti          | Premier tour | Premier tour | Second tour | Second tour |  |
| Candidat           | Candidat             | Parti          | Voix         | %            | Voix        | %           |  |
| ------------------ | -------------------- | -------------- | ------------ | ------------ | ----------- | ----------- |  |
|                    | Jean Tardito élu     | PCF            | 14 708       | 30,27        | 25 995      | 52,04       |  |
|                    | Ronald Perdomo       | FN             | 12 525       | 25,77        | 23 961      | 47,96       |  |
|                    | Gilbert Rastoin      | RPR (URC)      | 12 502       | 25,73        | Retrait     | Retrait     |  |
|                    | Jean-Claude Colliard | PS             | 8 860        | 18,23        | Retrait     | Retrait     |  |
|                    |                      |                |              |              |             |             |  |
| Inscrits           | Inscrits             | Inscrits       | 63 391       | 100,00       | 63 391      | 100,00      |  |
| Abstentions        | Abstentions          | Abstentions    | 21 962       | 34,65        | 17 549      | 27,68       |  |
| Votants            | Votants              | Votants        | 41 429       | 65,35        | 45 842      | 72,32       |  |
| Blancs et nuls     | Blancs et nuls       | Blancs et nuls | 429          | 1,04         | 1 026       | 2,24        |  |
| Exprimés           | Exprimés             | Exprimés       | 41 000       | 98,96        | 44 816      | 97,76       |  |
| Source : Data.gouv |                      |                |              |              |             |             |  |

Maurice Poli, premier adjoint au maire de La Ciotat était le suppléant de Jean Tardito.

### Élections de 1993
| Candidat       | Candidat                   | Parti          | Premier tour | Premier tour | Second tour | Second tour |  |
| Candidat       | Candidat                   | Parti          | Voix         | %            | Voix        | %           |  |
| -------------- | -------------------------- | -------------- | ------------ | ------------ | ----------- | ----------- |  |
|                | Jean Tardito sortant réélu | PCF            | 16 259       | 31,82        | 27 887      | 52,77       |  |
|                | Jean-Pierre Lafond         | UDF (PR)       | 15 800       | 30,92        | 24 961      | 47,23       |  |
|                | André Mélin                | FN             | 9 188        | 17,98        |             |             |  |
|                | Jean Reynaud               | Les Verts (EÉ) | 3 011        | 13,51        |             |             |  |
|                | Pierre Lacoeuilhe          | MRG (ADFP)     | 1 830        | 3,58         |             |             |  |
|                | Michel Buscetti            | Divers droite  | 1 672        | 3,27         |             |             |  |
|                | Marie-José Gertosio        | LT-LNÉ         | 1 554        | 3,04         |             |             |  |
|                | Charles Bonifay            | diss. PS       | 1 452        | 1,33         |             |             |  |
|                | Annie Rieu-Roy             | Divers         | 240          | 0,86         |             |             |  |
|                | Dominique Blauwblomme      | PLN            | 89           | 0,86         |             |             |  |
|                |                            |                |              |              |             |             |  |
| Inscrits       | Inscrits                   | Inscrits       | 76 471       | 100,00       | 76 461      | 100,00      |  |
| Abstentions    | Abstentions                | Abstentions    | 23 462       | 30,68        | 20 360      | 26,63       |  |
| Votants        | Votants                    | Votants        | 53 009       | 69,32        | 56 101      | 73,37       |  |
| Blancs et nuls | Blancs et nuls             | Blancs et nuls | 1 914        | 3,61         | 3 253       | 5,8         |  |
| Exprimés       | Exprimés                   | Exprimés       | 51 095       | 96,39        | 52 848      | 94,2        |  |

Rosy Sanna, conseillère municipale de La Ciotat, était la suppléante de Jean Tardito.

### Élections de 1997
| Candidat       | Candidat                   | Parti          | Premier tour | Premier tour | Second tour | Second tour |  |
| Candidat       | Candidat                   | Parti          | Voix         | %            | Voix        | %           |  |
| -------------- | -------------------------- | -------------- | ------------ | ------------ | ----------- | ----------- |  |
|                | Jean Tardito sortant réélu | PCF            | 16 202       | 32,03        | 24 427      | 44,58       |  |
|                | Daniel Gazzola             | UDF (PR)       | 13 295       | 26,28        | 20 117      | 36,71       |  |
|                | Joëlle Mélin               | FN             | 11 452       | 22,64        | 10 252      | 18,71       |  |
|                | Stéphanie Harkane          | PS             | 5 148        | 10,18        |             |             |  |
|                | Joseph Careghi             | LDI (MPF)      | 1 356        | 2,68         |             |             |  |
|                | Françoise Contat           | Les Verts      | 1 336        | 2,64         |             |             |  |
|                | Patrick Sereno             | GÉ             | 1 136        | 2,25         |             |             |  |
|                | Émilienne Bibolini         | LT-LNÉ         | 663          | 1,31         |             |             |  |
|                |                            |                |              |              |             |             |  |
| Inscrits       | Inscrits                   | Inscrits       | 76 977       | 100,00       | 76 970      | 100,00      |  |
| Abstentions    | Abstentions                | Abstentions    | 24 514       | 31,85        | 20 503      | 26,64       |  |
| Votants        | Votants                    | Votants        | 52 463       | 68,15        | 56 467      | 73,36       |  |
| Blancs et nuls | Blancs et nuls             | Blancs et nuls | 1 875        | 3,57         | 1 671       | 2,96        |  |
| Exprimés       | Exprimés                   | Exprimés       | 50 588       | 96,43        | 54 796      | 97,04       |  |

Rosy Sanna, maire de La Ciotat, était suppléante de Jean Tardito.

### Élections partielles de 1998-1999
Jean Tardito démissionna en juillet 1998 de son poste de parlementaire pour se consacrer à son mandat de maire d'Aubagne. Une élection partielle est organisée. Le député sortant souhaite pour sa succession son adjoint à la mairie Alain Belviso,.
Résultats du premier tour du 20 septembre 1998, avec 36, 51 % de participation : 
- PCF : Alain Belviso (40,62 %)
- UDF : Bernard Deflesselles  (27,48 %)
- FN : Joëlle Mélin (22,27 %).

En raison de la faible participation, un second tour doit être organisé. Mélin donne pour consigne de vote de battre le candidat communiste. Il est remarqué que Belviso a épuisé sa réserve de voix au premier tour, excepté lutte ouvrière.
Résultats du second tour du 27 septembre 1998, avec 44,74 % de participation :
- PCF : Alain Belviso (50,09 %)
- UDF : Bernard Deflesselles (49,91 %)

Le suppléant d'Alain Belviso était Jean Jeanfelme, DVG, Premier adjoint au maire de La Ciotat.
Les élections sénatoriales étaient organisées en même temps que le second tour. Alain Belviso est en tête avec seulement 20 voix d'avance (les premières publications parlent de 60 voix d'écart) mais le soir même de l'élection, la droite conteste le scrutin, dénonçant une fraude électorale,.
Le 3 février 1999, le conseil constitutionnel, dans sa décision n° 98-2562/2568 AN du 3 février 1999, annule l'élection partielle et donne raison à Deflesselles qui avait saisi les sages. Il est constaté que trois bureaux de vote sont marqués par des irrégularités et des falsifications (imitation de signatures d'assesseurs et d'électeurs non présents), au détriment du candidat de droite. L'affaire de la fraude fut jugée en 2008 par le tribunal correctionnel de Marseille, visant six personnes, cinq d'entre elles furent condamnées à du sursis et trois ans d'inéligibilité.
Une nouvelle élection a lieu. La participation y dépassera 50 % dans les deux tours. Plusieurs fonctionnaires municipaux impliqués dans la fraude l'année précédente sont arrêtés pour ne pas participer aux opérations.
Résultat du premier tour le 21 mars 1999 avec une participation de 55,45 % :
- UDF : Bernard Deflesselles (39,8 %)
- PCF : Alain Belviso (32,7 %)
- FN : Joëlle Mélin (12,8 %)
- PS : Patrick Arnoux (6,5 %)
- Verts : Carmen Heumann

Les candidatures par rapport à l'élection annulée ne changent pas même si le PS et Les Verts prennent leurs distances avec Belviso, qui voit son score baisser. Entre-temps, le FN souffrit de la scission provoquée par Bruno Mégret qui appela à voter pour Deflesselles que pour Mélin, et réitère la consigne de battre Belviso lors du second tour, l'UDF nie toute entente électorale.
Lors du second tour le 28 mars 1999, Deflesselles avec 56,57 % des voix contre 43,43 % pour Belviso remporte la circonscription qui bascule à droite après 37 ans de domination par la gauche.
Le suppléant de Bernard Deflesselles était Patrick Boré, pharmacien à La Ciotat.

### Élections de 2002
| Candidat       | Candidat                           | Parti             | Premier tour | Premier tour | Second tour | Second tour |  |
| Candidat       | Candidat                           | Parti             | Voix         | %            | Voix        | %           |  |
| -------------- | ---------------------------------- | ----------------- | ------------ | ------------ | ----------- | ----------- |  |
|                | Bernard Deflesselles sortant réélu | UMP               | 21 199       | 40,45        | 29 158      | 73,25       |  |
|                | Joëlle Mélin                       | FN                | 9 940        | 18,97        | 10 646      | 26,75       |  |
|                | Rosy Sanna                         | PCF               | 8 718        | 16,63        |             |             |  |
|                | Stéphanie Harkane                  | PS                | 7 749        | 14,78        |             |             |  |
|                | Jean-Dominique Roubaud             | MNR               | 626          | 1,19         |             |             |  |
|                | Michel Fabrigoule                  | LT-LNÉ            | 503          | 0,96         |             |             |  |
|                | Mireille Vialle                    | CPNT              | 426          | 0,81         |             |             |  |
|                | Muriel Alacid                      | Extrême droite    | 423          | 0,81         |             |             |  |
|                | Henri Saint-Jean                   | LCR               | 419          | 0,8          |             |             |  |
|                | Guy Susini                         | Pôle républicain  | 419          | 0,8          |             |             |  |
|                | Joseph Careghi                     | RPF               | 371          | 0,71         |             |             |  |
|                | Jean-Pierre Messemanne             | LO                | 358          | 0,68         |             |             |  |
|                | Jean Reynaud                       | MÉI               | 254          | 0,48         |             |             |  |
|                | Christophe Boyer                   | Divers écologiste | 242          | 0,46         |             |             |  |
|                | Patrick Sereno                     | GÉ                | 237          | 0,45         |             |             |  |
|                | Philippe Baratier                  | Divers            | 215          | 0,41         |             |             |  |
|                | Jacqueline Cresta                  | RPF               | 168          | 0,32         |             |             |  |
|                | Pascal Raynard                     | Divers            | 118          | 0,23         |             |             |  |
|                | Jacques Faudin                     | Divers            | 27           | 0,05         |             |             |  |
|                |                                    |                   |              |              |             |             |  |
| Inscrits       | Inscrits                           | Inscrits          | 83 557       | 100,00       | 83 557      | 100,00      |  |
| Abstentions    | Abstentions                        | Abstentions       | 30 121       | 36,05        | 38 327      | 45,87       |  |
| Votants        | Votants                            | Votants           | 53 436       | 63,95        | 45 230      | 54,13       |  |
| Blancs et nuls | Blancs et nuls                     | Blancs et nuls    | 1 024        | 1,92         | 5 426       | 12          |  |
| Exprimés       | Exprimés                           | Exprimés          | 52 412       | 98,08        | 39 804      | 88          |  |

Le suppléant de Bernard Deflesselles était Patrick Boré, pharmacien, maire de La Ciotat.

### Élections de 2007
|                | Bernard Deflesselles sortant réélu | UMP              | 27 223 | 51,83  |  |  |  |
|                | Béatrice Négrier                   | MRC (PS)         | 6 864  | 13,07  |  |  |  |
|                | Patrick Candela                    | PCF              | 5 437  | 10,35  |  |  |  |
|                | Mireille Benedetti                 | UDF–MoDem        | 4 275  | 8,14   |  |  |  |
|                | Joëlle Mélin                       | FN               | 3 506  | 6,68   |  |  |  |
|                | Jean-Yves Petit                    | Les Verts        | 1 101  | 2,1    |  |  |  |
|                | Emmanuelle Johsua                  | CPNT             | 958    | 1,82   |  |  |  |
|                | Pierre Rodeville                   | Extrême droite   | 536    | 1,02   |  |  |  |
|                | Daniel Sebbah                      | MHAN             | 492    | 0,94   |  |  |  |
|                | Robert Meynard                     | Pôle républicain | 395    | 0,75   |  |  |  |
|                | Jean-Pierre Messemanne             | LO               | 359    |        |  |  |  |
|                | Christian Lartaud                  | GÉ               | 359    | 0,68   |  |  |  |
|                | Serge Bonifay                      | Divers           | 297    | 0,57   |  |  |  |
|                | Alain Fourestier                   | MNR              | 236    | 0,45   |  |  |  |
|                | Marc Ivaldi                        | Divers droite    | 228    | 0,43   |  |  |  |
|                | Christian Musumeci                 | Divers droite    | 145    | 0,28   |  |  |  |
|                | Hélène Faure-Lequien               | DLR              | 110    | 0,21   |  |  |  |
|                |                                    |                  |        |        |  |  |  |
| Inscrits       | Inscrits                           | Inscrits         | 89 495 | 100,00 |  |  |  |
| Abstentions    | Abstentions                        | Abstentions      | 36 094 | 40,33  |  |  |  |
| Votants        | Votants                            | Votants          | 53 401 | 59,67  |  |  |  |
| Blancs et nuls | Blancs et nuls                     | Blancs et nuls   | 880    | 1,65   |  |  |  |
| Exprimés       | Exprimés                           | Exprimés         | 52 521 | 98,35  |  |  |  |

Le suppléant de Bernard Deflesselles était Patrick Boré.

### Élections de 2012
| Candidat       | Candidat                           | Parti          | Premier tour | Premier tour | Second tour | Second tour |  |
| Candidat       | Candidat                           | Parti          | Voix         | %            | Voix        | %           |  |
| -------------- | ---------------------------------- | -------------- | ------------ | ------------ | ----------- | ----------- |  |
|                | Bernard Deflesselles sortant réélu | UMP            | 19 030       | 35,28        | 25 001      | 62,56       |  |
|                | Joëlle Mélin                       | RBM (FN)       | 12 003       | 22,25        | 14 963      | 37,44       |  |
|                | Denis Grandjean                    | EÉLV (PS)      | 10 268       | 19,03        |             |             |  |
|                | Pierre Mingaud                     | FG (PCF)       | 8 043        | 14,91        |             |             |  |
|                | Christian Musumeci                 | GS             | 2 083        | 3,86         |             |             |  |
|                | Michèle Lesbrot                    | LT-LNÉ         | 854          | 1,58         |             |             |  |
|                | Jean-Marie Orihuel                 | CpF (MoDem)    | 746          | 1,38         |             |             |  |
|                | Stéphanie Poggi                    | UDR            | 354          | 0,66         |             |             |  |
|                | Colette Gereux-Beltra              | DLR            | 215          | 0,40         |             |             |  |
|                | Claude Diharçabal                  | NPA            | 199          | 0,37         |             |             |  |
|                | François Otchakovsky-Laurens       | LO             | 151          | 0,28         |             |             |  |
|                | Serge Paloyan                      | RIC            | 0            | 0,00         |             |             |  |
|                |                                    |                |              |              |             |             |  |
| Inscrits       | Inscrits                           | Inscrits       | 92 601       | 100,00       | 92 600      | 100,00      |  |
| Abstentions    | Abstentions                        | Abstentions    | 37 956       | 40,99        | 46 740      | 50,48       |  |
| Votants        | Votants                            | Votants        | 54 645       | 59,01        | 45 860      | 49,52       |  |
| Blancs et nuls | Blancs et nuls                     | Blancs et nuls | 699          | 1,28         | 5 896       | 12,86       |  |
| Exprimés       | Exprimés                           | Exprimés       | 53 946       | 98,72        | 39 964      | 87,14       |  |

Le suppléant de Bernard Deflesselles était Patrick Boré.

### Élections de 2017
|                                                                                   | |                           |                           |                          |                          |
|                                                                                   | | Premier tour 11 juin 2017 | Premier tour 11 juin 2017 | Second tour 18 juin 2017 | Second tour 18 juin 2017 |
|                                                                                   | |                           |                           |                          |                          |
|                                                                                   | | Nombre                    | % des inscrits            | Nombre                   | % des inscrits           |
| Inscrits                                                                          | Inscrits | 96 954                    | 100,00                    | 96 957                   | 100,00                   |
| Abstentions                                                                       | Abstentions                                                                                                 | 51 601                    | 53,22                     | 57 864                   | 59,68                    |
| Votants                                                                           | Votants | 45 353                    | 46,78                     | 39 093                   | 40,32                    |
|                                                                                   | |                           | % des votants             |                          | % des votants            |
| Bulletins blancs                                                                  | Bulletins blancs                                                                                            | 648                       | 1,43                      | 2 716                    | 6,95                     |
| Bulletins nuls                                                                    | Bulletins nuls                                                                                              | 280                       | 0,62                      | 1 169                    | 2,99                     |
| Suffrages exprimés                                                                | Suffrages exprimés                                                                                          | 44 425                    | 97,95                     | 35 208                   | 90,06                    |
|                                                                                   | |                           |                           |                          |                          |
| Candidat Étiquette politique (partis et alliances)                                | Candidat Étiquette politique (partis et alliances)                                                          | Voix                      | % des exprimés            | Voix                     | % des exprimés           |
|                                                                                   | |                           |                           |                          |                          |
|                                                                                   | Sylvie Brunet Mouvement démocrate (La République en marche)                                                 | 13 655                    | 30,74                     | 17 333                   | 49,23                    |
|                                                                                   | Bernard Deflesselles (député sortant) Les Républicains (Union des démocrates et indépendants)               | 10 558                    | 23,77                     | 17 875                   | 50,77                    |
|                                                                                   | Hervé Itrac Front national                                                                                  | 8 153                     | 18,35                     |                          |                          |
|                                                                                   | Sylvie Pille-Lesou La France insoumise                                                                      | 6 918                     | 15,57                     |                          |                          |
|                                                                                   | Raymond Lloret Divers gauche (C'est à nous)                                                                 | 904                       | 2,03                      |                          |                          |
|                                                                                   | Stéphanie Harkane Parti socialiste                                                                          | 812                       | 1,83                      |                          |                          |
|                                                                                   | Nicolas Lapeyre Écologiste (Mouvement écologiste indépendant - Le Trèfle - Mouvement hommes animaux nature) | 709                       | 1,60                      |                          |                          |
|                                                                                   | Christian Musumeci Divers                                                                                   | 507                       | 1,14                      |                          |                          |
|                                                                                   | Colette Gereux Debout la France                                                                             | 491                       | 1,11                      |                          |                          |
|                                                                                   | Christophe Amouroux Divers (Parti animaliste)                                                               | 415                       | 0,93                      |                          |                          |
|                                                                                   | François Otchakovsky-Laurens Lutte ouvrière                                                                 | 334                       | 0,75                      |                          |                          |
|                                                                                   | Élisabeth Lalesart Extrême droite (Union des Patriotes - Parti de la France)                                | 304                       | 0,68                      |                          |                          |
|                                                                                   | Patricia Pawlak Parti radical de gauche                                                                     | 227                       | 0,51                      |                          |                          |
|                                                                                   | Boualam Aksil Écologiste                                                                                    | 223                       | 0,50                      |                          |                          |
|                                                                                   | Élodie Sery Divers (Union populaire républicaine)                                                           | 215                       | 0,48                      |                          |                          |
| Source : Ministère de l'Intérieur - Neuvième circonscription des Bouches-du-Rhône | |                           |                           |                          |                          |

Le suppléant de Bernard Deflesselles était Gérard Gazay, maire d'Aubagne.

### Élections de 2022
Les élections législatives françaises de 2022 se déroulent les dimanches 12 et 19 juin 2022.
| Résultats des élections législatives des 12 et 19 juin 2022 de la 9e circonscription des Bouches-du-Rhône |                          |                          |                          |              |              |             |             |
| Candidat                                                                                                  | Candidat                 | Parti et coalition       | Nuance                   | Premier tour | Premier tour | Second tour | Second tour |
| Candidat                                                                                                  | Candidat                 | Parti et coalition       | Nuance                   | Voix         | %            | Voix        | %           |
| | Joëlle Mélin             | RN                       | RN                       | 11 256       | 24,82        | 23 757      | 58,64       |
| | Lucas Trottmann          | LFI (NUPES)              | NUP                      | 9 776        | 21,56        | 16 756      | 41,36       |
| | Bertrand Mas-Fraissinet  | LREM (ENS)               | ENS                      | 9 306        | 20,52        |             |             |
| | Roland Giberti           | LR (UDC)                 | LR                       | 7 061        | 15,57        |             |             |
| | Laurence Leguem          | REC                      | REC                      | 2 828        | 6,24         |             |             |
| | Giovanni Schipani        | DVD                      | DVD                      | 1 267        | 2,79         |             |             |
| | Simon Lachique           | EAC                      | ECO                      | 989          | 2,18         |             |             |
| | Rebia Benarioua          | DVG                      | DVG                      | 603          | 1,33         |             |             |
| | Daniel Combo             | PA                       | ECO                      | 580          | 1,28         |             |             |
| | Hélène Knezevic          | DSV                      | DSV                      | 539          | 1,19         |             |             |
| | Amélie Bregeon           | AC (ÉMP)                 | DVC                      | 380          | 0,84         |             |             |
| | François Otchakovsky     | LO                       | DXG                      | 271          | 0,60         |             |             |
| | Jean Reynaud             | OLP (RPS)                | REG                      | 251          | 0,55         |             |             |
| | Coralie Raynaud          | POID                     | DXG                      | 126          | 0,28         |             |             |
| | Aurélien Michel          | DIV                      | DIV                      | 114          | 0,25         |             |             |
| Votes valides                                                                                             | Votes valides            | Votes valides            | Votes valides            | 45 347       | 98,26        | 40 513      | 89,28       |
| Votes blancs                                                                                              | Votes blancs             | Votes blancs             | Votes blancs             | 584          | 1,27         | 3 810       | 8,40        |
| Votes nuls                                                                                                | Votes nuls               | Votes nuls               | Votes nuls               | 218          | 0,47         | 1 056       | 2,33        |
| Total | Total                    | Total                    | Total                    | 46 149       | 100          | 45 379      | 100         |
| Abstention                                                                                                | Abstention               | Abstention               | Abstention               | 54 812       | 54,29        | 55 584      | 55,05       |
| Inscrits / participation                                                                                  | Inscrits / participation | Inscrits / participation | Inscrits / participation | 100 961      | 45,71        | 100 963     | 44,95       |

Le suppléant de Joëlle Melin était Hervé Itrac, avocat, conseiller municipal de La Ciotat.

### Élections de 2024
| Candidat                 | Candidat                 | Parti et coalition       | Nuance                   | Premier tour | Premier tour | Second tour | Second tour |
| Candidat                 | Candidat                 | Parti et coalition       | Nuance                   | Voix         | %            | Voix        | %           |
| ------------------------ | ------------------------ | ------------------------ | ------------------------ | ------------ | ------------ | ----------- | ----------- |
|                          | Joëlle Mélin             | RN                       | RN                       | 30 188       | 45,20        | 36 052      | 58,04       |
|                          | Bernard Ougourlou-Oglou  | PS (NFP)                 | UG                       | 15 867       | 23,76        | 26 066      | 41,96       |
|                          | Bertrand Mas-Fraissinet  | RE (ENS)                 | ENS                      | 12 465       | 18,66        |             |             |
|                          | Aurélien Michel          | LR                       | LR                       | 5 128        | 7,68         |             |             |
|                          | Boualam Aksil            | ÉAC                      | ECO                      | 1 790        | 2,68         |             |             |
|                          | Robert Santunione        | REC                      | REC                      | 979          | 1,47         |             |             |
|                          | Jean-Marie Clorec        | LO                       | EXG                      | 319          | 0,48         |             |             |
|                          | Isabelle Mazzoni         | SE                       | DIV                      | 50           | 0,07         |             |             |
|                          |                          |                          |                          |              |              |             |             |
| Suffrages exprimés       | Suffrages exprimés       | Suffrages exprimés       | Suffrages exprimés       | 66 786       | 97,91        | 62 118      | 92,33       |
| Votes blancs             | Votes blancs             | Votes blancs             | Votes blancs             | 985          | 1,44         | 4 073       | 6,05        |
| Votes nuls               | Votes nuls               | Votes nuls               | Votes nuls               | 438          | 0,64         | 1 090       | 1,62        |
| Total                    | Total                    | Total                    | Total                    | 68 209       | 100          | 67 281      | 100         |
| Abstention               | Abstention               | Abstention               | Abstention               | 33 224       | 32,75        | 34 168      | 33,68       |
| Inscrits / participation | Inscrits / participation | Inscrits / participation | Inscrits / participation | 101 433      | 67,25        | 101 449     | 66,32       |

Le suppléant de Joëlle Mélin est Jean-Louis Geiger, conseiller en développement économique des territoires, conseiller régional, conseiller municipal de Meyreuil.